# Oud-Heverlee
Oud-Heverlee, en français Vieux-Heverlee, ou Vieux-Heverlé, est une commune néerlandophone de Belgique située en Région flamande dans la province du Brabant flamand.

## Sections de commune
| # | Nom              | Superf. (km²). | Habitants (2020). | Habitants par km² | Code INS |
| - | ---------------- | -------------- | ----------------- | ----------------- | -------- |
| 1 | Oud-Heverlee     | 7,56           | 3.293             | 436               | 24086A   |
| 2 | Vaalbeek         | 2,59           | 396               | 153               | 24086B   |
| 3 | Blanden          | 4,14           | 2.507             | 606               | 24086C   |
| 4 | Haasrode         | 12,90          | 2.973             | 230               | 24086D   |
| 5 | Sint-Joris-Weert | 3,99           | 1.916             | 480               | 24086E   |

## Héraldique
|  | La commune possède des armoiries qui lui ont été octroyées le 5 octobre 1988. Elles sont une combinaison des bras de Haasrode, similaires à celles de Melsen et de la famille Goubau (croix) et de Vaalbeek (chevron, croix et croissant). Les armoiries de Haasrode lui avaient été octroyées le 5 mars 1954. Les armoiries de Vaalbeek lui avaient été octroyées le 15 novembre 1928. Elles étaient similaires à celles de la famille de Heverlee Blasonnement : Parti : en 1 d'or au chevron rehaussé accompagné, en chef de deux croix recroisetées au pied fiché et en pointe d'un croissant, le tout de gueules ; en 2 d'or au sautoir de gueules. - Délibération communale : 30 mars 1992 et 21 juin 1994 - Moniteur belge : 21 juin 1994 Source du blasonnement : Heraldy of the World. |

## Démographie

### Démographie: avant la fusion des communes
- Source : DGS recensements population.

### Démographie: commune fusionnée
Graphe de l'évolution de la population de la commune (la commune d'Oud-Heverlee étant née de la fusion des anciennes communes d'Oud-Heverlee, de Weert-Saint-Georges, de Blanden, d'Haasrode et de Vaalbeek, les données ci-après intègrent les cinq communes dans les données avant 1977).
Les chiffres des années 1831 à 1970 tiennent compte des chiffres des anciennes communes fusionnées.
- Source : DGS, de 1831 à 1981 = recensements population ; à partir de 1990 = nombre d'habitants chaque 1er janvier.[6]

## Patrimoine
- Église Sainte-Anne d'Oud-Heverlee
- Spaans Dak
- Chapelle Notre-Dame de Steenbergen

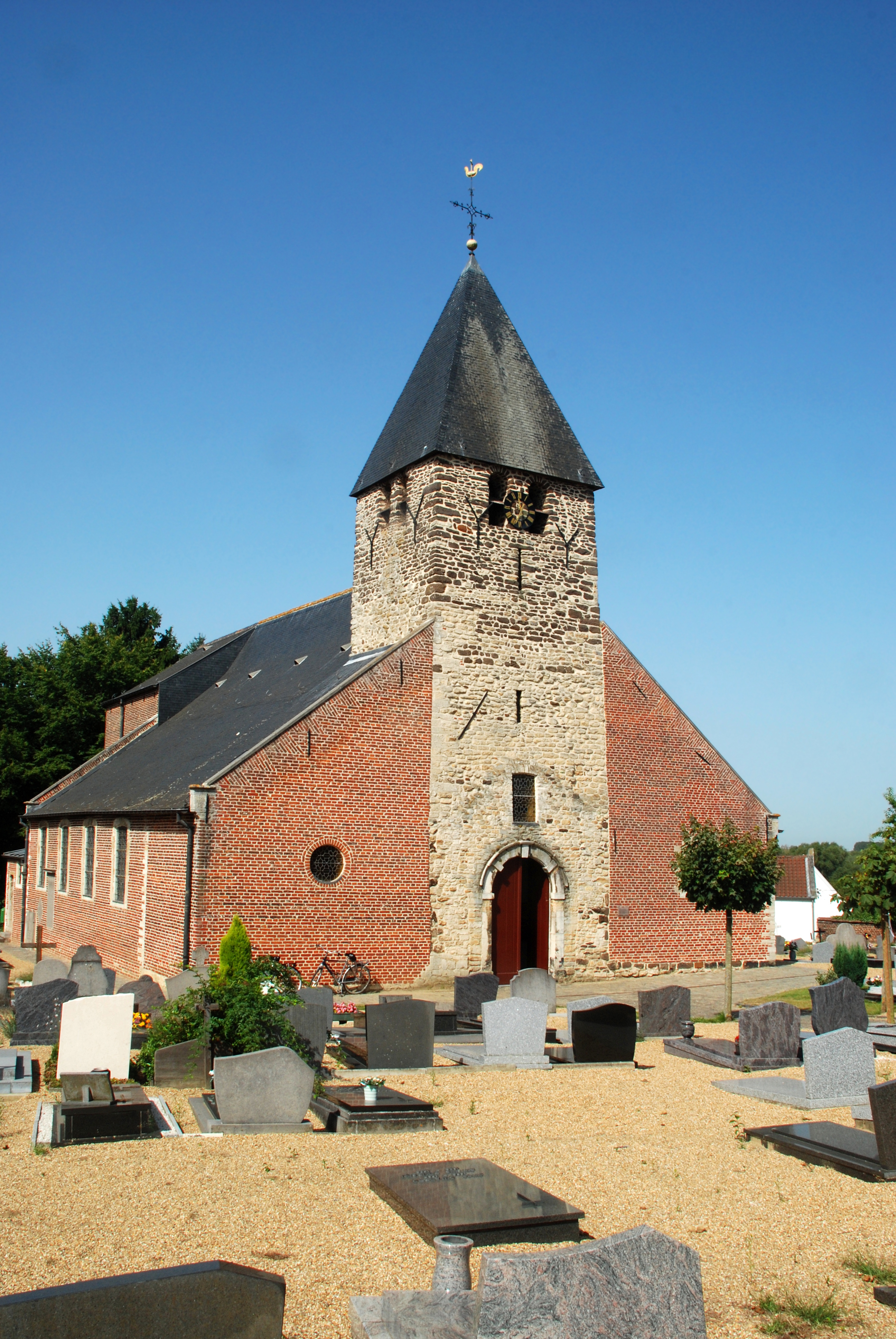
Église Sainte-Anne d'Oud-Heverlee
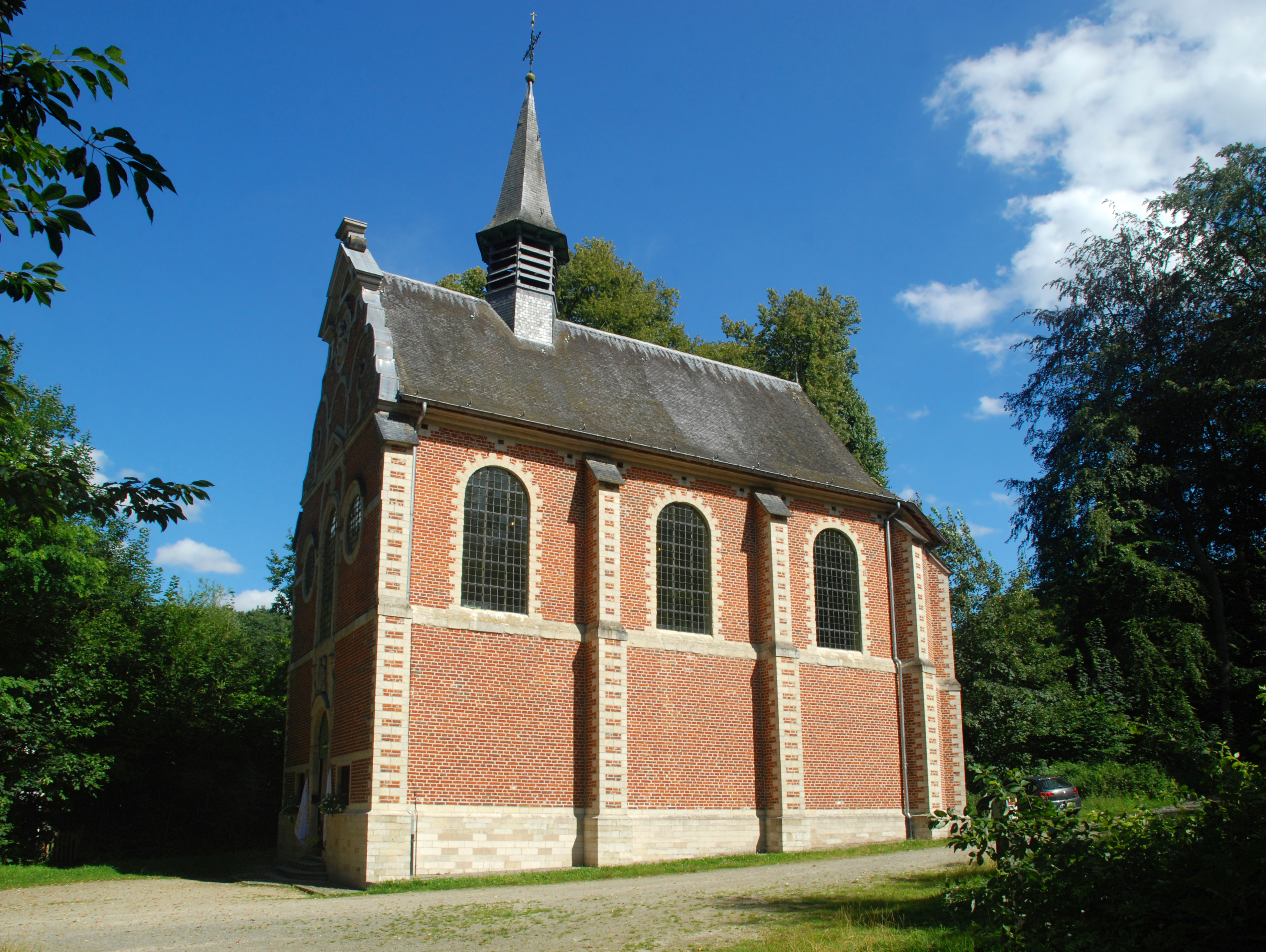
Chapelle Notre-Dame de Steenbergen
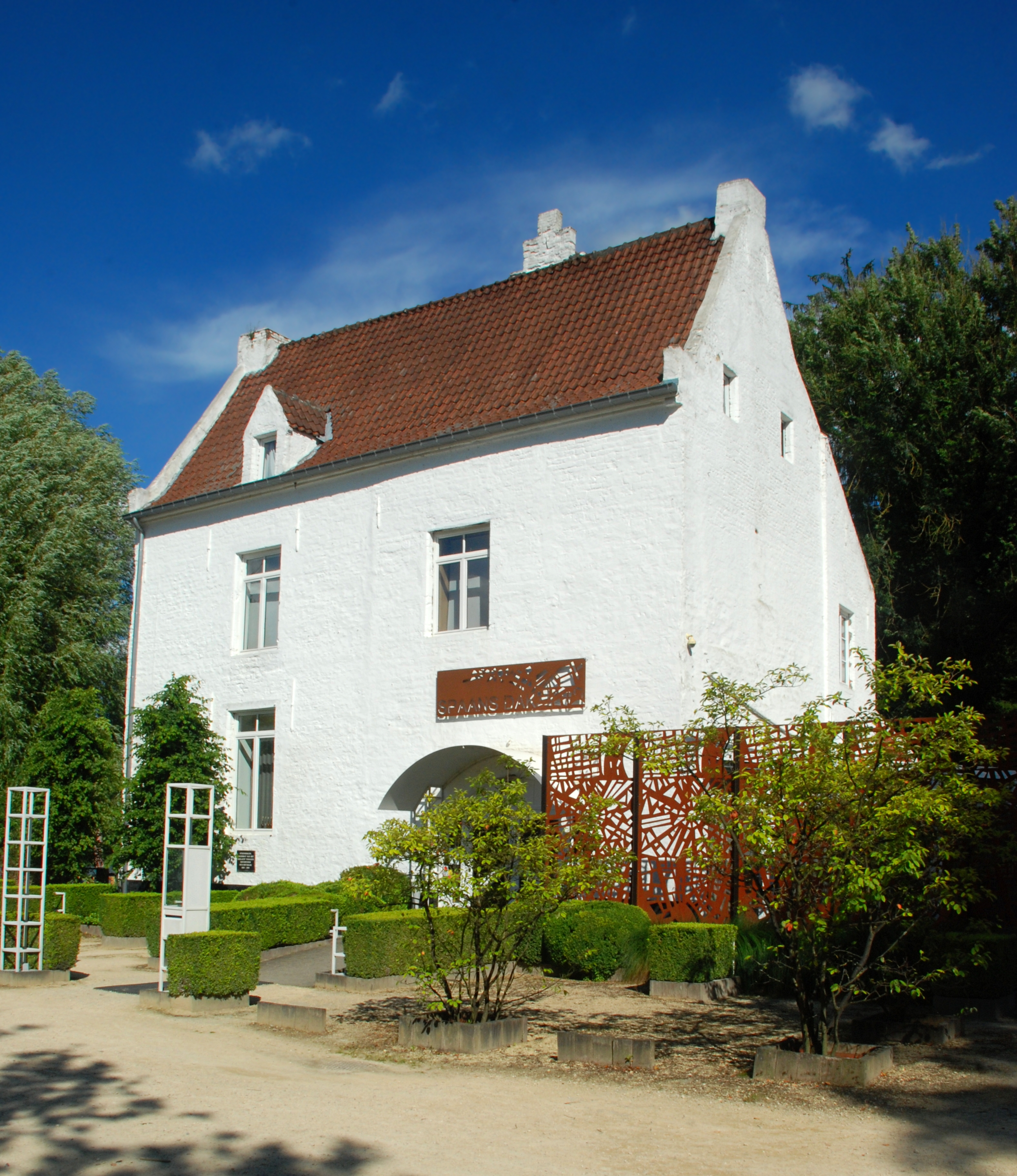
Spaans Dak